# Parsons (Kansas)
Parsons ist eine Stadt im US-Bundesstaat Kansas im Labette County. Das U.S. Census Bureau hat bei der Volkszählung 2020 eine Einwohnerzahl von 9600 ermittelt. Sie ist die bevölkerungsreichste Stadt im Labette County und ist nach Pittsburg die zweitbevölkerungsreichste Stadt im Südosten von Kansas.

## Geschichte
Parsons wurde nach Levi Parsons, dem Präsidenten der Missouri-Kansas-Texas (Katy) Railroad, benannt. Die Stadt wurde 1870 gegründet und im folgenden Jahr von der Eisenbahngesellschaft gegründet. Der Standort für die Stadt wurde gewählt, weil sich hier die beiden Zweige der Eisenbahn, die von Junction City, Kansas, und Sedalia, Missouri, gebaut wurden, treffen würden, und er lag auf einem Bergrücken zwischen dem Labette Creek und dem Little Labette Creek, die bald gestaut wurden, um eine Wasserquelle zu schaffen. Die Eisenbahn begann mit dem Bau eines riesigen Rangierbahnhofs, einer Gießerei und einer Lokomotivwerkstatt in Parsons, die viele Jahre lang die drittgrößte Eisenbahnanlage westlich des Mississippi war, nur Kansas City und Los Angeles waren größer. Siedler aus den umliegenden Städten wurden entwurzelt und zogen nach Parsons, und neue Siedler kamen mit jedem ankommenden Zug an. Parsons wurde bald zu einem wichtigen Knotenpunkt für mehrere Eisenbahnen, darunter die Missouri Kansas & Texas Railroad, Parsons & Pacific Railroad, Kansas City & Pacific Railroad und die Memphis, Kansas & Colorado Railroad. Parsons betrieb ein eigenes Straßenbahnsystem und verfügte außerdem über eine elektrische Überlandbahn, die die Stadt mit den nahe gelegenen Städten verband. Während des Zweiten Weltkriegs befand sich hier die Kansas Ordnance Plant, die später einige Jahre lang als Kansas Army Ammunition Plant betrieben wurde.
Mit dem Verkauf von Katy Industries an die Union Pacific im Jahr 1988 gingen schließlich zahlreiche Arbeitsplätze bei der Eisenbahn verloren und ein wichtiger Teil der Stadtgeschichte von Parsons, die bis zur Gründung im Jahr 1871 zurückreichte, ging verloren. Erinnerungen an diese historische Periode sind im lokalen Museum von Parsons erhalten.

## Demografie
Nach einer Schätzung von 2019 leben in Parsons 9477 Menschen. Die Bevölkerung teilte sich im selben Jahr auf in 84,6 % Weiße, 9,2 % Afroamerikaner, 0,7 % amerikanische Ureinwohner, 0,2 % Asiaten und 4,4 % mit zwei oder mehr Ethnizitäten. Hispanics oder Latinos aller Ethnien machten 6,9 % der Bevölkerung aus. Das mittlere Haushaltseinkommen lag bei 39.949 US-Dollar und die Armutsquote bei 22,9 %.
| Jahr | Einwohner¹ |
| ---- | ---------- |
| 1900 | 10.112     |
| 1950 | 14.750     |
| 1960 | 13.929     |
| 1970 | 13.015     |
| 1980 | 12.898     |
| 1990 | 11.924     |
| 2000 | 11.514     |
| 2010 | 10.500     |
| 2020 | 9.600      |

¹ 1900 – 2020: Volkszählungsergebnisse

## Bildung
In Parsons befindet sich das Labette Community College, ein öffentliches Community college.

## Film und Fernsehen
Parsons ist die Heimat von Dwayne’s Photo, dem letzten Entwickler von K-14 Kodachrome-Film in der Welt und war der Ort, an dem das letzte Bild auf der letzten Rolle des produzierten Kodachrome-Films aufgenommen wurde. Parsons spielt eine wichtige Rolle in der Handlung des 2018 erschienenen Films Kodachrome über einen Mann, der einen Roadtrip unternimmt, um eine Rolle Kodachrome-Film zu entwickeln.

## Söhne und Töchter der Stadt
- ZaSu Pitts (1894–1963), Schauspielerin
- George Sawley (1903–1967), Artdirector und Szenenbildner
- Buck Clayton (1911–1991), Musiker
- Annie Marie Watkins Garraway (* 1940), Mathematikerin und Philanthropin
- Jamie Anne Allman (* 1977), Schauspielerin
- Shaun Hill (* 1980), American-Football-Spieler